# La morte scarlatta viene dallo spazio
La morte scarlatta viene dallo spazio (They Came from Beyond Space) è un film del 1967 diretto da Freddie Francis.

## Trama
Meteoriti provenienti dalla Luna precipitano sul suolo britannico. Gli scienziati andati a investigare, vengono soggiogati da una forza aliena che ne fa i suoi schiavi. Il gruppo inizia a lavorare a un missile, mentre in città scoppia un'epidemia di scarlattina che uccide tutti.
Il dottor Curtis, che si salva dal dominio extraterrestre a causa di una placca cranica d'argento, cerca di liberare i colleghi, ma rimane intrappolato sul razzo che lo porta sulla Luna. Qui, discutendo con gli alieni, riesce a giungere a un pacifico accordo.

## Produzione
La produzione riutilizzò buona parte dei set e oggetti di scena del film Daleks - Il futuro fra un milione di anni (Daleks' Invasion Earth 2150 A.D.) dell'anno precedente così da ridurre i costi.

## Critica
(Filmhorror)
(Fantafilm)